# 弗拉基米尔·格里戈里耶维奇·费奥多罗夫

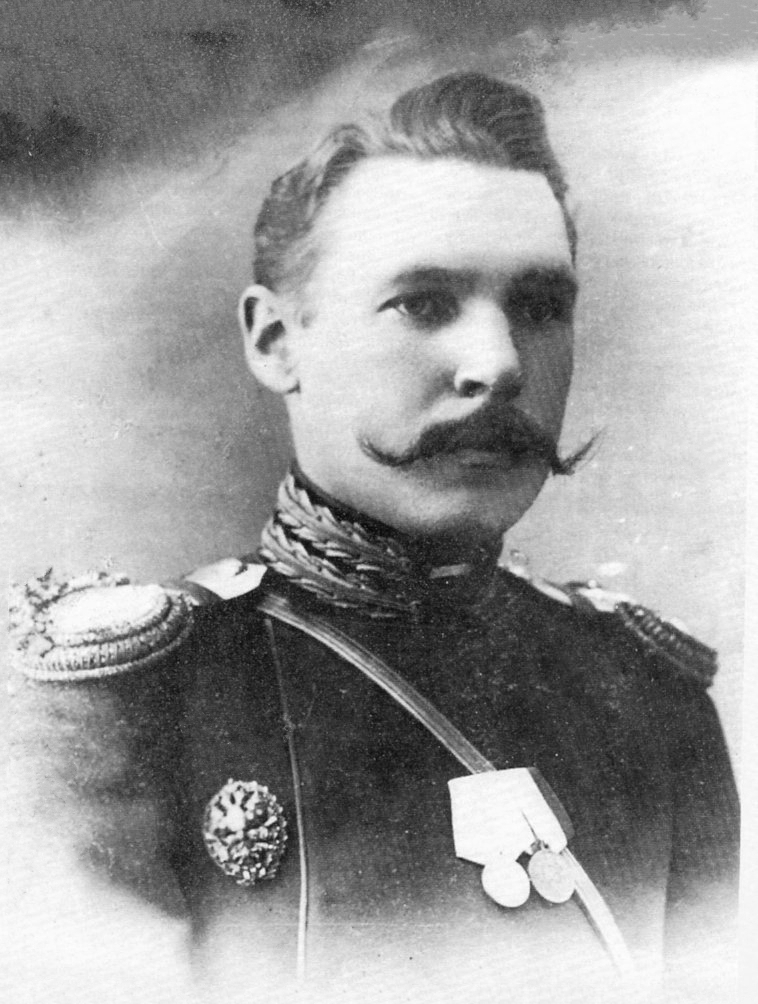
弗拉基米尔·格里高利耶维奇·费德洛夫是费德洛夫自动步枪的设计者

弗拉基米尔·格里戈里耶维奇·费奥多罗夫（俄語： 1874年5月3日—1966年9月19日）俄罗斯、苏联科学家、武器设计师、教授，军事工程兵中将，俄罗斯自动武器创始人，米哈伊洛夫炮兵学院毕业。他设计了费德洛夫M1916自动步枪。